# Estación de Gokashō
La Estación de Gokashō (五箇荘駅 Gokashō-eki?) es una estación de ferrocarril localizada en Higashiōmi, Shiga, Japón. El Tōkaidō Shinkansen pasa justo por el sur de la estación.

## Líneas
- Ohmi Railway
  - Línea Principal

## Andenes
La estación tiene una plataforma lateral con tres vías. 
| Andén                   | Línea             | Dirección                     | Destino                          |
| ----------------------- | ----------------- | ----------------------------- | -------------------------------- |
| Andenes de Ohmi Railway |                   |                               |                                  |
| 1                       | ■ Línea Principal | Suroeste                      | Yōkaichi, Kibukawa, Ōmi-Hachiman |
| 2                       | ■ Línea Principal | Noreste                       | Hikone, Maibara                  |
|                         | Vía lateral       | Vía para la carga de balastos | Vía para la carga de balastos    |

## Historia
- 19 de marzo de 1899 - Apertura de la estación de Obata
- 1 de enero de 1910 - Estación de Obata renombrada a "Estación de Gokashō".

## Estaciones adyacentes
| «                            | «                            | Servicio                     | »                            | »                            |
| Línea Principal Ohmi Railway | Línea Principal Ohmi Railway | Línea Principal Ohmi Railway | Línea Principal Ohmi Railway | Línea Principal Ohmi Railway |
| ---------------------------- | ---------------------------- | ---------------------------- | ---------------------------- | ---------------------------- |
| Echigawa                     |                              | Local                        |                              | Kawabe-no-mori               |
| Servicio rápìdo: Sin parada  |                              |                              |                              |                              |